# Etusolmijärvi
Etusolmijärvi eller Etusalmujärvet är sjöar i Finland. De ligger i kommunen Enare i landskapet Lappland, i den norra delen av landet, 1 000 km norr om huvudstaden Helsingfors. Etusalmujärvet ligger 184,4 meter över havet. Arean är 33,7 hektar och strandlinjen är 3,33 kilometer lång. Sjön  ingår i Pasvik älvs huvudavrinningsområde.   Omgivningarna runt Etusolmijärvi är i huvudsak ett öppet busklandskap.